# خرم أباد (أرزوئية)
خرم أباد (بالفارسية: خرم‌آباد) هي قرية تقع في إيران في Arzuiyeh Rural District. يقدر عدد سكانها بـ 74 نسمة .